# دلائل الخيرات
دلائل الخيرات، أو دلائل الخيرات وشوارق الأنوار في ذكر الصلاة على النبي المختار ، كتاب من تأليف محمد بن سليمان الجزولي المتوفى سنة 870 هـ، جمع فيه صيغ في الصلاة على رسول الإسلام محمد، وهو يعدّ من أشهر الكتب في هذا المجال مما جعله محط اهتمام كثير من العلماء قديماً وحديثاً، وخصوصا الصوفية منهم، فجعلوه جزءاً من أورادهم التي يقرأونها صباحاً ومساءً. وقد بذل أيضا حكام المسلمين وأمراؤهم بهذا الكتاب وبذلوا في نسخه وتوزيعه بين البلاد، وكان آخرهم السلطان عبد الحميد.
وقد قسم هذا الكتاب على سبعة أقسام، على عدد أيام الأسبوع، لكل يوم صيغ من الصلاة على النبي. وجعل الجزولي كمقدمة لهذا الكتاب دعاء بأسماء الله الحسنى وذكر لأسماء رسول الإسلام محمد بن عبد الله.

## الخلفية
كتب عالم الحديث المغربي عبد الله التليدي عن دلائل الخيرات : "لقد جربها ملايين المسلمين من الشرق إلى الغرب ووجدوا فيها خيرها وبركتها ونفعها لقرون وأجيال وشهدوا بركاتها الروحية ونورها الذي لا يُصدق. تلاها المسلمون بشغف منفردين وجماعات في البيوت والمساجد ينفقون أنفسهم تمامًا في الصلاة على الحبيب والثناء عليه".
دلائل الخيرات هو أول كتاب مهم في تاريخ الإسلام جمع فيه ترانيم الصلاة والسلام على محمد. وهي أيضًا المجموعة الأكثر شهرة والأكثر استحسانًا على مستوى العالم من الترانيم التي تطلب من الله أن يباركه. ومن بين بعض الطرق الدينية السنية وأبرزها الطريقة الشاذلية يعتبر تلاوتها ممارسة يومية. وفي حالات أخرى تكون تلاوتها ممارسة يومية طوعية بحتة. يبدأ العمل بأسماء الله التسعة والتسعين ثم مجموعة من أسماء محمد صلى الله عليه وسلم التي يبلغ عددها 201 اسمًا.
تزعم الأسطورة وراء أصل دلائل الخيرات أن الجزولي استيقظ ذات مرة متأخرًا عن صلاة الصباح وبدأ يبحث عبثًا عن الماء النقي للوضوء. وفي أثناء بحثه صادف الجزولي فتاة صغيرة كانت على علم بتدين الجزولي المشهور وكانت في حيرة من أمرها لماذا لم يتمكن الجزولي من العثور على الماء النقي. فبصقت الفتاة بعد ذلك في بئر فاضت بماء عذب نقي بطريقة عجيبة حتى يتوضأ الجزولي. وبعد أداء الصلاة تساءل الجزولي عن الوسيلة التي بلغت بها الفتاة هذه المكانة الروحية العالية. فأجابت الفتاة : ببساطة "بالدعاء الدائم أن يبارك الله في خير الخلق بعدد الأنفاس ودقات القلب". فقرر الجزولي أن يكتب مؤلفًا يجمع فيه ترانيم الأدعية التي تدعو الله أن يبارك في محمد ويرحمه ويلطف به.
ثم انتقل الجزولي شرقاً إلى المدينة المنورة حيث كان يقرأ دلائل الخيرات كاملة مرتين يومياً عند قبر محمد في المسجد النبوي. ومنذ ذلك الحين يُنظر إلى دلائل الخيرات على أنها شهادة على الحب والشوق الشديد لمحمد.
وقد ألفت العديد من التفاسير في دلائل خيرات - أبرزها العلامة يوسف النبهاني في كتابه أفضل الصلوات ومحمد المهدي الفاسي في "مطالع المسرات بجلاء دلائل الخيرات" (مطالع المسرات بجلاء دلائل الخيرات)، وشرح دلائل خيرات لعبد المجيد الشرنوبي الأزهري. . عمل كلاسيكي من العصر العثماني لكارا داود يحظى بشعبية كبيرة في اللغة التركية بعنوان توفيق موفاك الهيرات لنيل البركات في حكمت منباز سعدات(التركية العثمانية: توفیق موفق الحیرات لنیل البركات فی خدمة منباع السعادات) المعروف اختصارًا باسم "كارا داود". في عام 2023 تولى الشيخ محمد اليعقوبي مهمة نشر النسخة الأكثر موثوقية والترجمة الإنجليزية لكتاب دلائل الخيرات بعد بحث مكثف في سلاسل نقله والاطلاع على العديد من المخطوطات من خلال دار النشر الخاصة به في لندن سيجناتورا.

## سبب التأليف
نقل الشيخ يوسف النبهاني عن سبب تأليف الجزولي لهذا الكتاب بقوله: حضرت وقت الصلاة وقام محمد الجزولي ليتوضأ فلم يجد ما يخرج به الماء من البئر، فبينما هو كذلك إذ نظرت اليه صبية من مكان عال، فقلت له: من أنت؟ فاخبرها. فقالت له: أنت الرجل الذي يثنى عليك بالخير وتتحير فيما تخرج به الماء من البئر!! ثم بصقت في البئر ففاض ماؤها على وجه الأرض. فقال الشيخ بعد أن فرغ من وضوئه: أقسمت عليك بم نلت هذه المرتبة؟ فقالت: بكثرة الصلاة على من كان إذا مشى في البر الأقفر تعلقت الوحوش بأذياله. فحلف يميناً أن يؤلف كتابا في الصلاة على النبي صلى الله علية وسلم.

## شروحه
شرح كتاب دلائل الخيرات عدد من العلماء على مر الزمن، منهم:
- أحمد زروق، المتوفى سنة 899 هـ.
- محمد المهدي القصري الفاسي، المتوفى سنة 1063 هـ، وسماه «طالع المسرات بجلاء دلائل الخيرات».
- عبد المجيد الشرنوبي الأزهري، المتوفى سنة 1348 هـ.

## ما قيل عنه

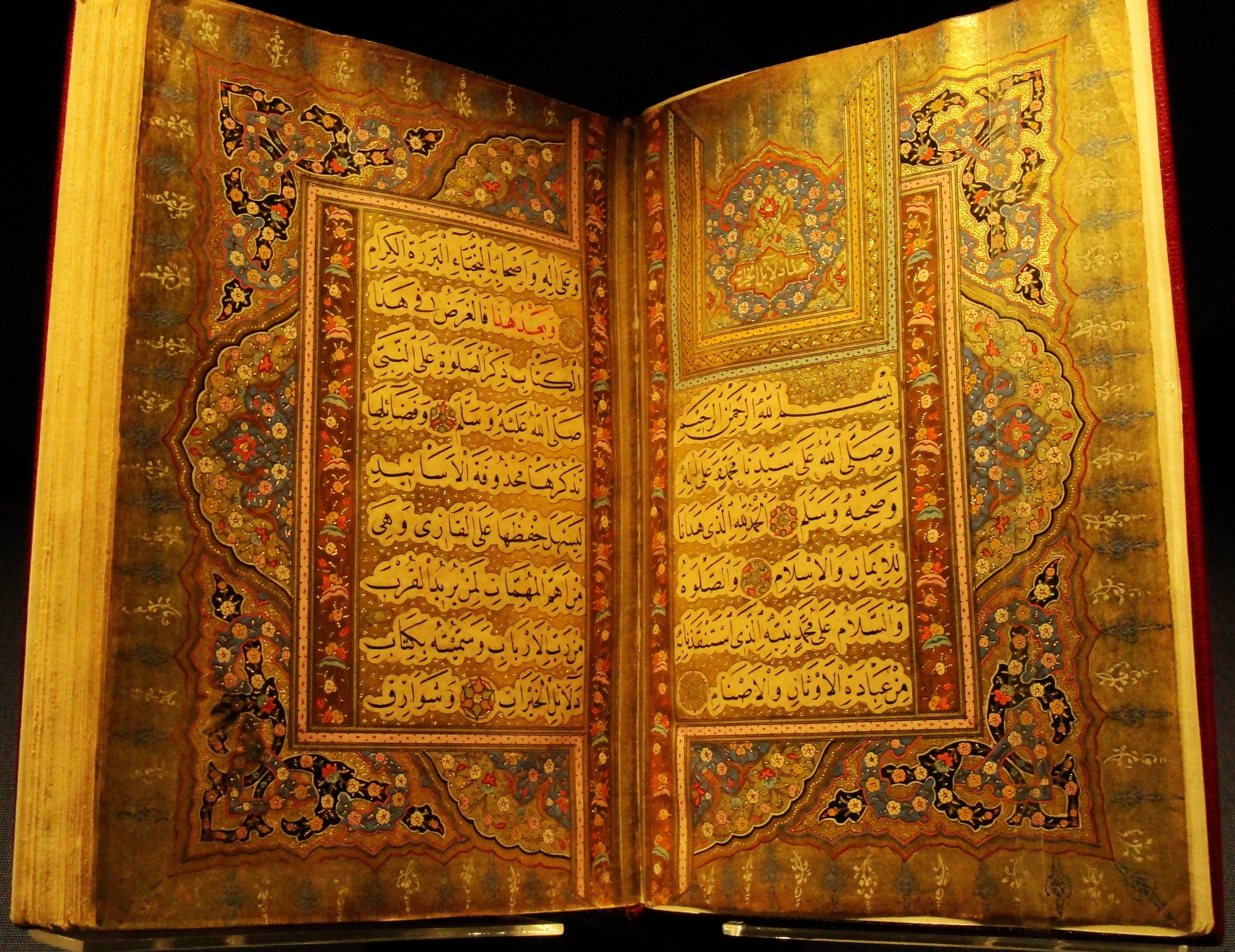
نسخة مخطوطة لدلائل الخيرات في التشستر بيتي.

قيل عنه:
وقيل أيضا:
وقيل أيضا:

## نقد الكتاب
رغم ثناء المتصوفة على الكتاب إلا أن مجموعة من العلماء يعيبونه فمحمد الخضر الشنقيطي في كتابه «مشتهى الخارف الجاني في رد زلقات التجاني الجاني» يقول بأن الناس مولعة بحب الطارئ ولذلك تراهم يرغبون دائما في الصلوات المروية في دلائل الخيرات ونحوه وكثير منها لم يثبت له سند صحيح وقد جاء في«الألفاظ الموضحات لأخطاء دلائل الخيرات» لمؤلفه عبد الله بن محمد بن أحمد الدويش أن الكتاب يضم بدعا منها التوسل بالرسول ﷺ ففي زمن عمر بن الخطاب توسل عمر بدعاء العباس بن عبد المطلب رضي الله عنه ولم يتوسل بالنبي ﷺ. وكذا تخصيص أوقات معينة للذكر في دلائل الخيرات مما لا وجود لأي دليل عليه في الكتب الصحاح كما أن محمد بن عبد الرحمن المغراوي في كتابه: «وقفات مع الكتاب المسمى دلائل الخيرات» يرصد عدة أخطاء وقع فيها مؤلف دلائل الخيرات منها أن الجزولي يذكر الأحاديث الضعيفة أو الموضوعة من غير أن يذكر مصدرها وسندها ودرجتها
وهناك ثغرات وهفوات أخرى مع الأدلة:
- منها قول الجزولي:(اللهم صل على محمد وعلى آل محمد ما سجعت الحمائم، وحمت الحوائم، وسرحت البهائم، ونفعت التمائم، وشدت العمائم، ونمت النوائم) ليس الملاحظ هنا هو الصلاة من عدمها لكن أن يقول نفعت التمائم هو الأمر الغريب فقد جاء في الحديث النبوي عن ابن مسعود قال: سمعت رسول الله صلى الله عليه وسلم يقول: إن الرقى والتمائم والتولة شرك، رواه أحمد.

- وقوله: (اللهم صل على محمد وعلى آل محمد حتى لا يبقى من الصلاة شيء، وارحم محمداً وآل محمد حتى لا يبقى من الرحمة شيء، وبارك على محمد وعلى آل محمد حتى لا يبقى من البركة شيء، وسلم على محمد وعلى آل محمد حتى لا يبقى من السلام شيء) يعلق المغراوي على هذا القول فيقول: هذا الكلام مرفوض من وجهين: الوجه الأول أن هذا من الغلو الذي نهى النبي صلى الله عليه وسلم عنه، والوجه الثاني: أن هذا مخالف لنصوص الكتاب والسنة، فالله تعالى يقول: ﴿وَاكْتُبْ لَنَا فِي هَذِهِ الدُّنْيَا حَسَنَةً وَفِي الْآخِرَةِ إِنَّا هُدْنَا إِلَيْكَ قَالَ عَذَابِي أُصِيبُ بِهِ مَنْ أَشَاءُ وَرَحْمَتِي وَسِعَتْ كُلَّ شَيْءٍ فَسَأَكْتُبُهَا لِلَّذِينَ يَتَّقُونَ وَيُؤْتُونَ الزَّكَاةَ وَالَّذِينَ هُمْ بِآيَاتِنَا يُؤْمِنُونَ ۝١٥٦﴾ (الآية 156 من سورة الأعراف).

## معرض الصور

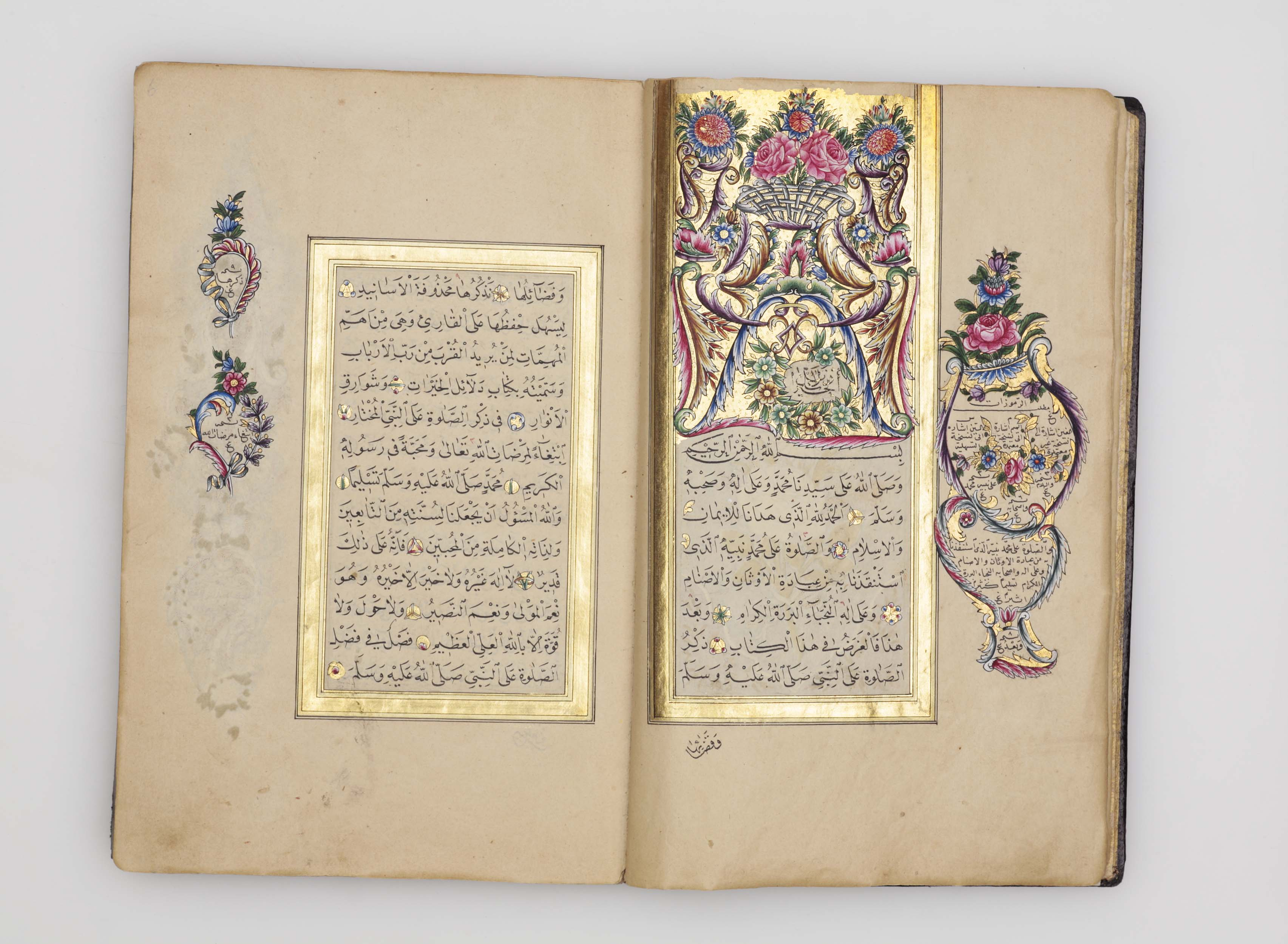
مجموعة خليلي أم أس أس0276
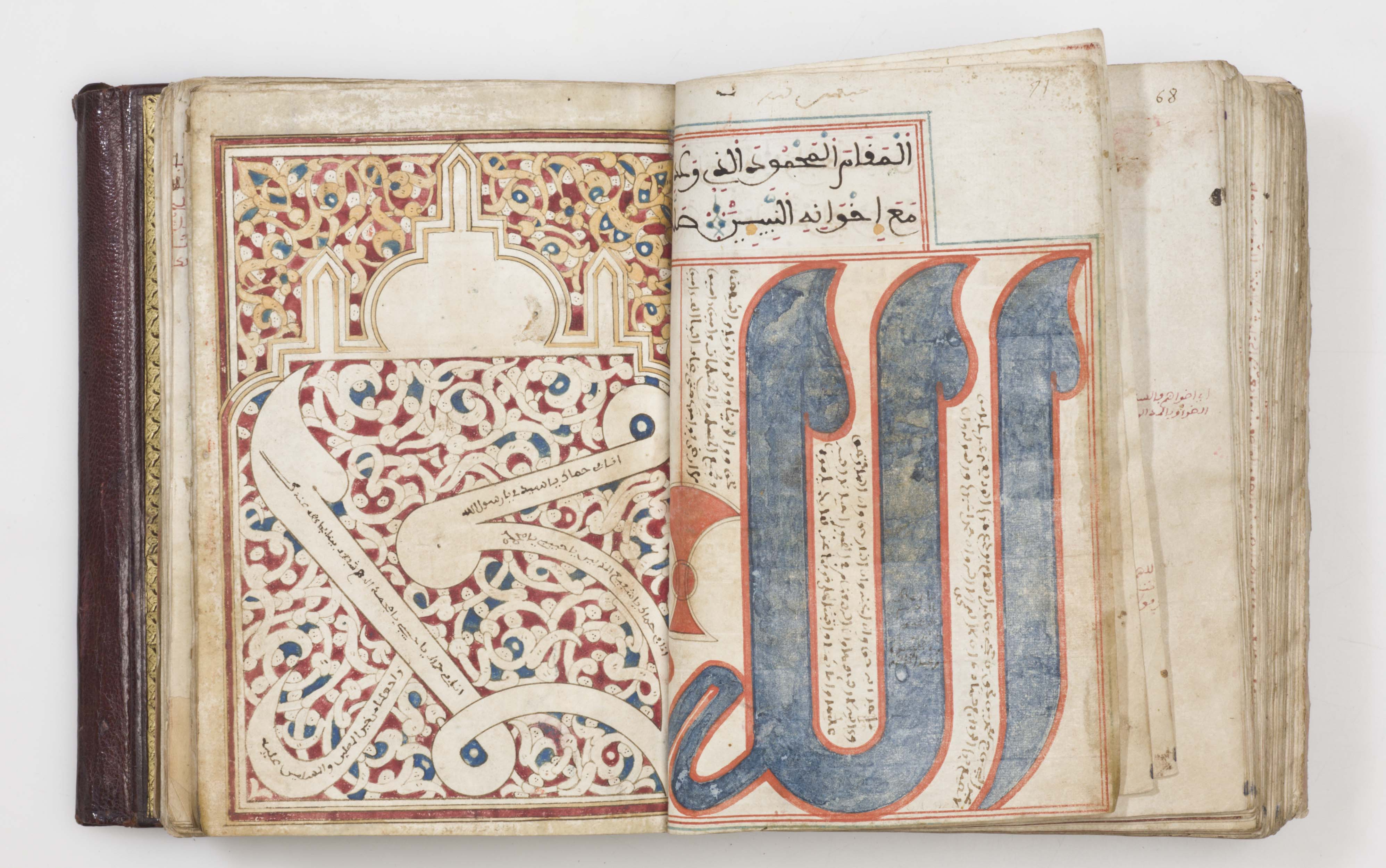
مجموعة الخليلي، مخطوطة رقم 1138 تظهر فيها اسمي "الله" و"محمد".
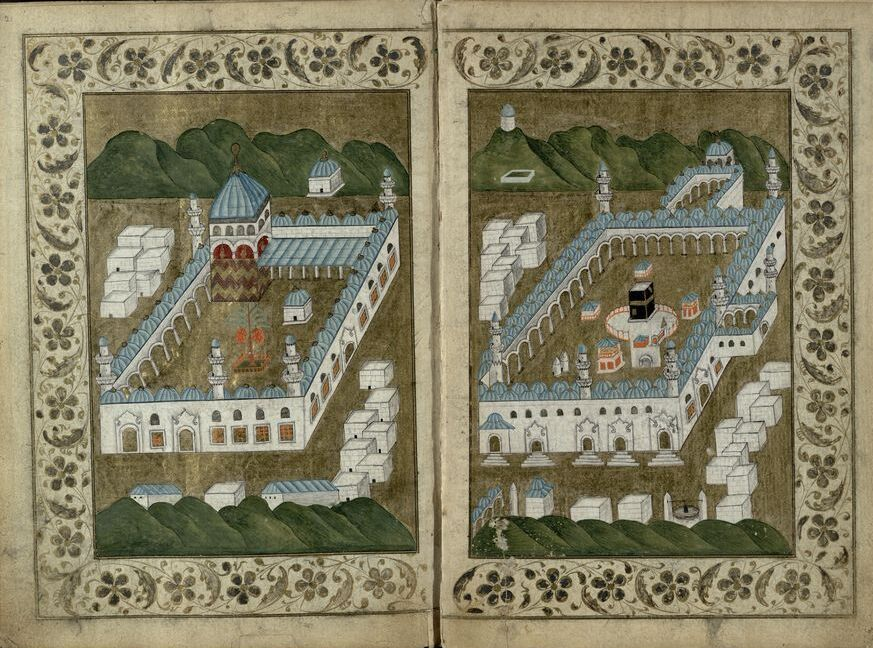
المكتبة الوطنية الإسرائيلية القدس إسرائيل السيدة ياه. أر. 47 تظهر رسومًا توضيحية للمسجد الحرام في مكة والمسجد النبوي .
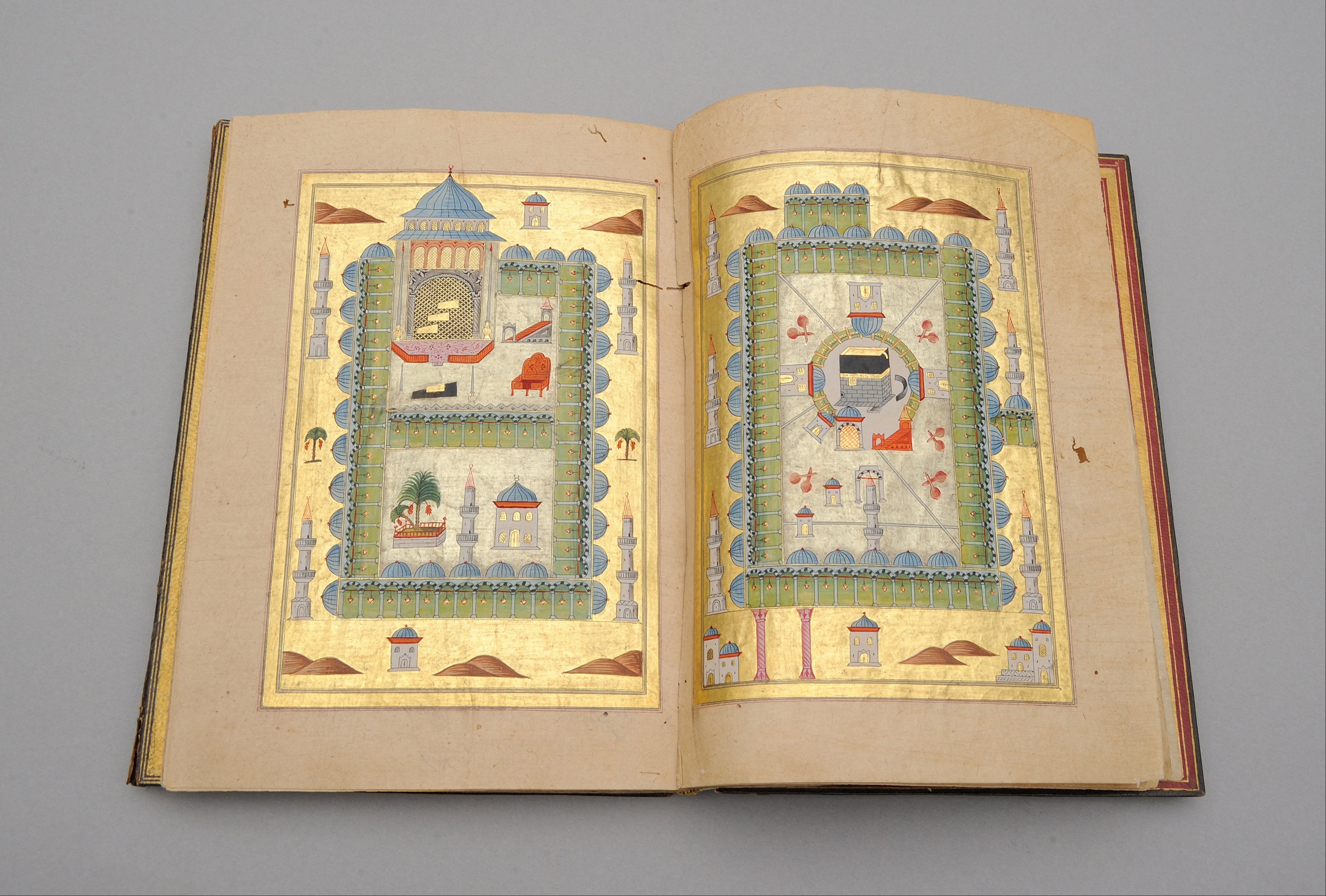
متحف الفن الإسلامي قطر، أم أس.427.2007 تظهر رسوم المسجد الحرام في مكة المكرمة والمسجد النبوي الشريف.
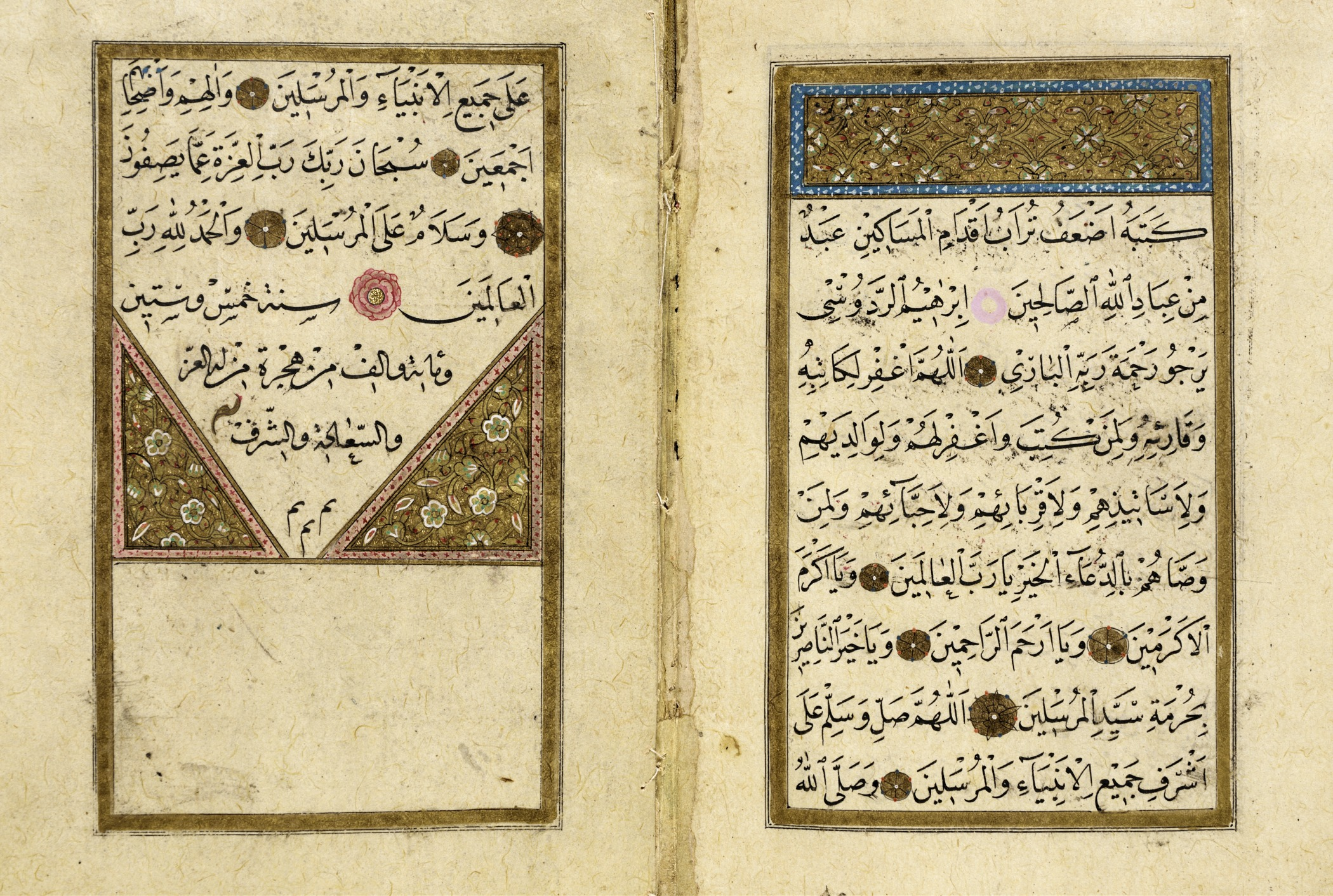
متحف مقاطعة لوس أنجلوس للفنون أم.85.237.51